# Райли, Шелдон
Шелдон Райли Эрнандес (англ. Sheldon Riley Hernandez; род. 14 марта 1999), профессионально известный как Шелдон Райли (англ. Sheldon Riley) — австралийский певец и автор песен. Победитель Eurovision — Australia Decides 2022 и представитель Австралии на конкурсе Евровидение-2022 с песней «Not the Same».
Был участником восьмого сезона The X Factor Australia, седьмого и восьмого сезонов The Voice Australia, а также участником пятнадцатого сезона America’s Got Talent.

## Биография
Райли родился в Сиднее в семье матери-австралийки и отца-филиппинца.
В 2016 году Райли, который тогда выступал под своим полным именем Шелдон Эрнандес, прошёл прослушивание для восьмого сезона The X Factor Australia с песнями «Circle of Life» Элтона Джона и «Ordinary People» Джона Ледженда. Первоначально он участвовал в категории 14-21, а наставником был Адам Ламберт, и был исключен как сольный исполнитель на этапе конкурса. Райли вернулся в «Х-фактор» после того, как наставник категории «Группы» Игги Азалия выбрал его в состав новой бойз-бэнд из выбывших сольных исполнителей. Группа называлась «Time and Place», и в её состав, помимо Шелдона, входили Сами Афуни, Мэтью Макнот и Леон Кребер.